# Ixcatepec
Ixcatepec es una localidad del estado mexicano de Veracruz. Es cabecera del municipio de Ixcatepec.

## Demografía
| Censo | Población |
| ----- | --------- |
| 1900  | 1 080     |
| 1910  | 1 436     |
| 1921  | 805       |
| 1930  | 1 030     |
| 1940  | 856       |
| 1950  | 869       |
| 1960  | 1 226     |
| 1970  | 1 885     |
| 1980  | 2 340     |
| 1990  | 2 909     |
| 1995  | 3 326     |
| 2000  | 3 577     |
| 2005  | 3 680     |
| 2010  | 3 975     |
| 2020  | 4 169     |